# ういこうせん
『ういこうせん』は、日本のイラストレーター兼バーチャルYouTuberであるしぐれういによる楽曲。2025年5月30日にYouTube上でMVが公開された。2024年9月11日にリリースされた2ndフルアルバム『fiction』に収録されている楽曲のひとつである。

## 概要
Vtuber文化やネットカルチャーを背景に、現代社会に生きる若者たちの葛藤や希望をポップかつ中毒性のあるサウンドで描いている。歌詞には「オタクたちを集めた大きな船を出すぞ」「ボタンを押したら極楽、踊れば天国」などユーモラスかつエモーショナルなフレーズが散りばめられている。

## 音楽性と評価
本楽曲は、東方Projectの楽曲「U.N.オーエンは彼女なのか?」を彷彿とさせるメロディラインが特徴で、ネット上では「ライブ映えする」「中毒性が高い」といった評価が多く寄せられている。MVでは、しぐれういがビームを放ったりテトリスをしたりと、ユニークな演出が話題を呼んだ。

## その他
この楽曲は、しぐれういのライブイベントや配信でもしばしば披露されており、彼女の活動における象徴的な楽曲の一つとなっている。